# Belut
Belut (Servisch cyrillisch: Белут) is een plaats in de Servische gemeente Bosilegrad. De plaats telt 85 inwoners (2002).